# 別里斯拉夫
别里斯拉夫（發音：[berɪsˈɫɑu̯]），又译为贝里斯拉夫，是乌克兰南部赫尔松州别里斯拉夫区别里斯拉夫市镇内的城市，为该区及该市镇的行政中心。該市位於卡霍夫卡水庫右岸，距離州府赫尔松75公里，始建於1784年，面積9平方公里，海拔高度45米，2024年人口数量为1200人。

## 历史
2022年11月9日，時任俄羅斯國防部長谢尔盖·绍伊古下令部隊完全撤出赫尔松州的第聂伯河右岸部分。
11月11日，乌军收复了该市。

## 图集

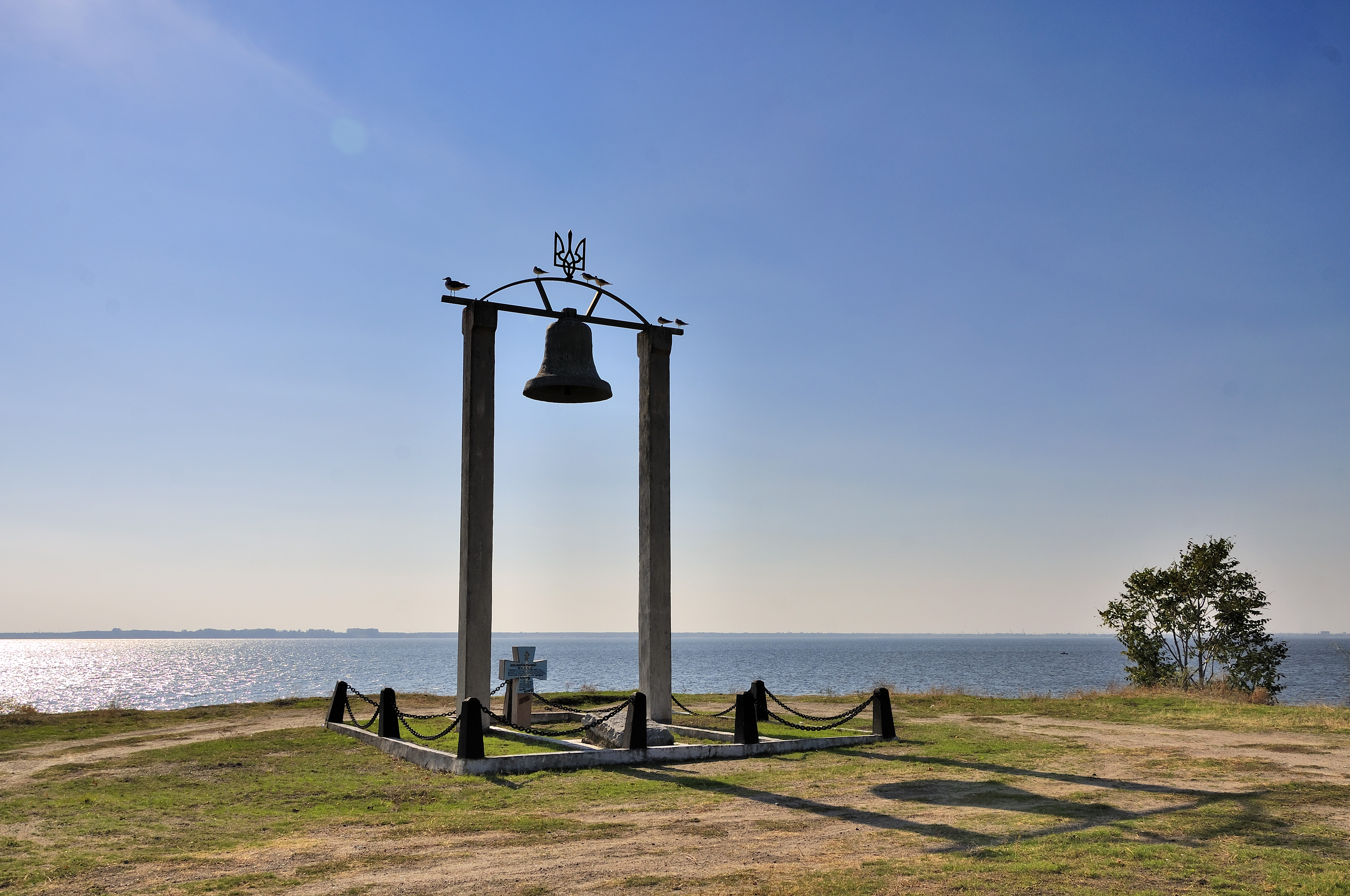
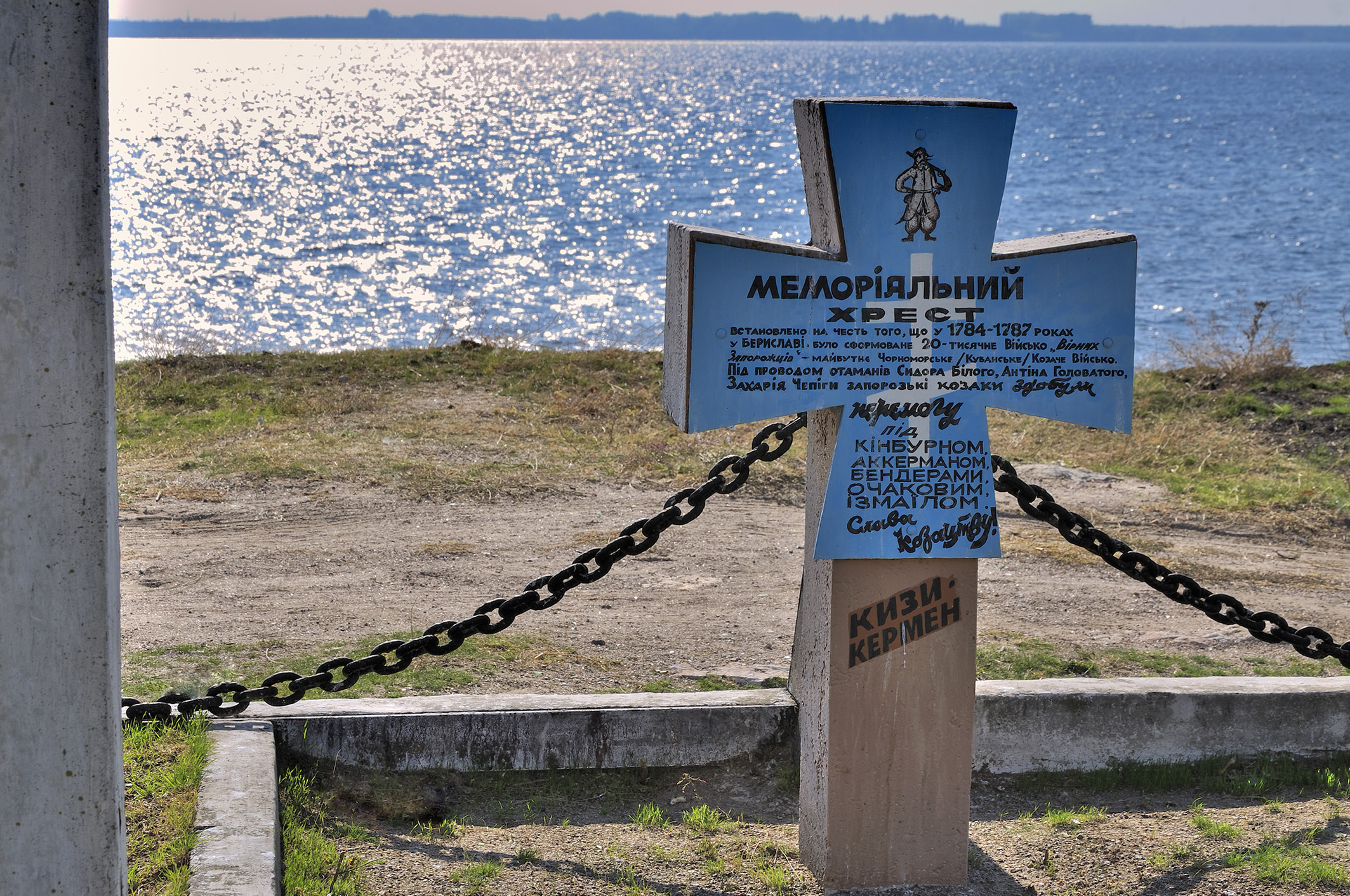